# Anoplodera sexguttata
Espèce
Anoplodera sexguttata, le Lepture à six taches, est une espèce d'insectes de l'ordre des coléoptères, de la famille des Cerambycidae et du genre Anoplodera décrite par l'entomologiste danois Johan Christian Fabricius en 1775.

## Répartition
L'espèce est présente en Algérie, Allemagne, Angleterre, Autriche, Belgique, Biélorussie, Bosnie-Herzégovine, Bulgarie, Croatie, Danemark, Espagne, Estonie, Finlande, France, Grèce, Hongrie, Irlande, Italie, Lettonie, Lituanie, Luxembourg, Macédoine, Moldavie, Norvège, Pays-Bas, Pologne, Roumanie, Russie d'Europe, Slovaquie, Slovénie, Suède, Suisse, Tchéquie, Ukraine. 
En France l'espèce considérée comme étant "Assez rare" est répartie sur l'ensemble du territoire métropolitain.

## Liste des sous-espèces
Selon BioLib (26 août 2014) :
- Anoplodera sexguttata atrata Schilsky
- Anoplodera sexguttata biguttata Mulsant, 1839
- Anoplodera sexguttata excalamationis (Fabricius, 1792)
- Anoplodera sexguttata landoisi Pic, 1900
- Anoplodera sexguttata pyrenaica Pic

## Synonymie
Selon Catalogue of Life (26 août 2014) : 
- Anoplodera sexguttata atrata Schilsky, 1889
- Anoplodera sexguttata biguttata Mulsant, 1839
- Anoplodera sexguttata biguttata Pic, 1898
- Leptura 6guttata Fabricius, 1775
- Leptura 6guttata bipustulata Rothenburg, 1909
- Leptura cincta Panzer, 1804
- Leptura exclamationis Fabricius, 1793
- Leptura punctomaculata Marsham, 1802
- Leptura semicolon Schrank, 1798
- Leptura sexguttata landoisi Pic, 1900
- Leptura uddmanniana Harrer, 1784